# Жарникова
Есть также статья Жарникова, Светлана Васильевна.
Жарникова — деревня в Каргапольском районе Курганской области. Входит в состав Долговского сельсовета.

## Географическое положение
Расположено на правом берегу реки Миасс, примерно в 22 км к юго-западу от районного центра пгт. Каргаполье. и в 75 км по прямой к северо-западу от областного центра города Кургана. В 5 км по прямой к северо-востоку расположен посёлок и станция Жарниково.
Почва супесчаная, климат умеренный.

## История
До 1799 года деревня Жаренкова или Жарникова входила в состав Окуневскаго прихода, а в 1799 году она была причислена к приходу села Бакланскаго, от которого отделилась в 1873 году, образовав самостоятельный приход.
До революции село Жарниковское входило в Бакланскую волость Шадринского уезда Пермской губернии.
В конце июня — начале июля 1918 года установлена белогвардейская власть. В начале августа 1919 года восстановлена советская власть.
В 1919 году образован Жарниковский сельсовет. 14 июня 1954 года упразднён, вошёл в Долговский сельсовет.
В годы советской власти жители работали в колхозе «Путь к коммунизму», затем в колхозе «Мир».

## Население
| 1710 | 1869 | 1902  | 1904  | 1920  | 1926  | 1989 |
| ---- | ---- | ----- | ----- | ----- | ----- | ---- |
| 193  | ↗773 | ↗1069 | ↗1168 | ↗1293 | ↘1268 | ↘209 |
| 2002 | 2010 |       |       |       |       |      |
| ↘170 | ↘91  |       |       |       |       |      |

Национальный состав
- По данным переписи населения 2002 года проживало 170 человек, из них русские — 92 %.
- По данным переписи 1926 года в селе Жарниковское проживало 1268 человека, из них русские — 1266 чел., украинцы — 2 чел..

## Общественно-деловая зона
Установлен четырёхгранный обелиск, на гранях которого прикреплены плиты с фамилиями земляков, погибших в Великой Отечественной войне. Имеет металлическое ограждение.

## Церковь
В 1866 году начато строительство церкви, окончено в 1872 году и в том же году храм освящен во имя Покрова Пресвятой Богородицы и святого благовернаго князя Александра Невского. Первоначальный иконостас храма, пожертвованный прихожанами Сухринскаго прихода Шадринскаго уезда, в 1899 году заменен новым. В том же году внутри храм был украшен стенною иконописью.
Ныне храм не существует.

## Часовня
С первой половины XVIII века существовала деревянная часовня, построенная по поводу бывшего здесь падежа скота.
В 1835 году построена каменная, обнесенная деревянною оградою, часовня в честь святых мучеников Флора и Лавра. Ежегодно 18 августа из местного храма к часовне был торжественный крестный ход. В часовне служили молебен, после которого совершалось окропление св. водою лошадей, во множестве приводимых сюда не только из прихода, но и из соседних деревень.
Ныне часовня не существует.

## Первопоселенцы
Переписная книга Тобольского уезда переписи тобольского «по выбору» дворянина Василия Савича Турского, датируемая 2 сентября 1710 года. Список глав семей в деревне Жарениковой (так в тексте):
- крестьянин Михайло Папулов
- крестьянин Елизар Колупаев
- крестьянин Иван Кискин
- крестьянин Игнатий Шестаков
- крестьянин Микифор Годового (Годовых)
- крестьянин Лазарь Годового (Годовых)
- крестьянин Сидор Омельянов
- крестьянин Павел Якимов
- крестьянин Онисим Воронов
- крестьянин Иван Потокин
- крестьянин Ларион Тутынин
- крестьянин Гаврило Бовырин
- крестьянин Осип Петелин
- крестьянин Петр Кобелев
- крестьянин Яков Кондратьев
- крестьянин Мосей Омельянов
- крестьянин Микита Ларионов
- крестьянин Тарх Тутынин
- крестьянин Филипп Стремаков
- вдова Ирина Антипьева
- крестьянин Семен Кожевников
- крестьянин Кондратей Мелетиных
- крестьянин Омельян Романов
- крестьянин Фома Попов
- крестьянин Спиридон Никонов
- крестьянин Терентий Могилев
- крестьянин Афонасей Иванов
- крестьянин Омельян Омельяновых
- крестьянин Иван Борченинов
- отставной драгун Яков Сидоров
- крестьянин Овдоким Малцов
- крестьянин Ларион Першулков (Пиршулков)
- крестьянин Обросим Черных